# Phthiracarus clemens
Phthiracarus clemens är en kvalsterart som beskrevs av Aoki 1963. Phthiracarus clemens ingår i släktet Phthiracarus och familjen Phthiracaridae. Inga underarter finns listade i Catalogue of Life.